# Aborto en Aguascalientes
La Interrupción Legal del Embarazo en Aguascalientes refiere al status legal que tiene la llamada ILE en ese estado mexicano, donde el aborto inducido está parcialmente despenalizado de facto desde agosto de 2023 (por el amparo en revisión AR 79/2023 de la Suprema Corte de Justicia de la Nación), y de iure desde diciembre de 2023, a petición de cualquier mujer gestante en la entidad hasta la sexta semana (duodécima semana antes de septiembre de 2024); además de las causales de violación, imprudencial y alteración al producto.
Aguascalientes es la decimosegunda entidad federativa en México en despenalizar el aborto electivo, y la octava en hacerlo desde las jurisprudencias de 2021 y 2023 de la Suprema Corte de Justicia de la Nación (acciones de inconstitucionalidad AI 148/2017, AI 106/2018, AI 107/2018 y AI 54/2018; amparo en revisión AR 267/2023). La armonización de su Ley de Salud y Constitución aún está pendiente por lo que se utilizan los lineamientos federales para subsanar los vacíos y lagunas jurídicas sobre diversos temas y protocolos.
No obstante, también es la primera y única entidad en el país que decidió volver a restringir el aborto voluntario de facto reduciendo la temporalidad a una situación inoperable, endureciendo las sanciones contra el personal médico e imponiendo trabas a algunas causales.

## Marco normativo actual
|  |  |
|  |  |

### Regulación constitucional
| Artículo | Concepto                                         | Descripción |
| -------- | ------------------------------------------------ | --- |
| 2.º      | Capítulo Primero. Declaraciones. Cuarto párrafo. | Para los efectos de esta Constitución y de las leyes que de ella emanen, persona es todo ser humano desde su concepción hasta su muerte natural. El Estado le garantizará el pleno goce y ejercicio de todos sus derechos. (Inválida de manera general por precedentes de la SCJN AI 106/2018 y AI 107/2018. Inválida de manera particular por precedente de la SCJN AI 72/2021) |

### Regulación penal
| Artículo | Concepto                          | Descripción |
| -------- | --------------------------------- | --- |
| 101.º    | Definición de aborto doloso.      | Después de la semana 6 de gestación la cual inicia después de la implantación del embrión en el endometrio. |
| 101.º    | Sanciones por aborto doloso.      | Gestante: 3 a 6 meses de prisión, multa de 500 a 1000 días y pago total de la reparación de los daños y perjuicios ocasionados. Colaborador: 3 a 6 años de prisión, multa de 2500 a 3000 días y pago total de la reparación de los daños y perjuicios ocasionados (sanciones inválidas por sentencia AR 79/2023) de la SCJN. |
| 101.º    | Sanciones por aborto específico.  | Inhabilitación profesional de 1 año además de 6 meses a 1 año de prisión, multa de 1500 a 2000 días y pago total de la reparación de los daños y perjuicios ocasionados (personal de medicina, enfermería o matronería). Por aborto consentido (sanciones inválidas por sentencia AR 79/2023 de la SCJN) o por aborto forzado. |
| 102.º    | Sanciones por aborto forzado.     | 3 a 6 años, multa de 70 a 120 días y pago total de la reparación de los daños y perjuicios ocasionados (si se emplea violencia física o moral aumenta de 6 a 8 años de prisión además, multa de 80 a 150 días y pago total de la reparación de los daños y perjuicios ocasionados). |
| 103.º    | Causales del aborto legal doloso  | Excluyentes de responsabilidad en: II violación. III alteración al producto. IV imprudencial |
| 103.º    | Causales del aborto legal doloso  | En las fracciones III y IV se necesita el juicio de dos profesionales de la medicina. Además, el personal de los servicios de salud debe brindar a la o al paciente información objetiva, oportuna, suficiente y veraz sobre las consecuencias, efectos, procedimientos y riesgos; así como de las alternativas y apoyos existentes, para que la o el gestante pueda tomar una decisión de manera informada, libre y responsable. |
| 196.º    | Definición de aborto culposo.     | Muerte del producto de la concepción en cualquier momento del embarazo por incumplimiento de un deber de cuidado. |
| 196.º    | Sanciones por aborto culposo.     | Responsable: 6 meses a 2 años de prisión, multa de 20 a 40 días y pago total de la reparación de los daños y perjuicios ocasionados (si se comete por conducción de vehículos en estado de ebriedad o influjo de substancias tóxicas aumenta de 3 a 12 años de prisión además, multa de 40 a 150 días, inhabilitación de licencia de conducir de 2 a 5 años y pago total de la reparación de los daños y perjuicios ocasionados). |
| 196.º    | Causales del aborto legal culposo | No punibilidad (concepto inválido por sentencia AR 79/2023 de la SCJN) en: IV imprudencial. |
| 196.º    | Causales del aborto legal culposo | La fracción IV únicamente se prevé la conducta culposa de la mujer embarazada. |

## Historia

### Despenalización
En abril de 2022, varias asociaciones, colectivas y organizaciones civiles feministas y a favor del aborto legal (CECADEC, Cultivando Género AC, GIRE, Morras Help Morras y TERFU AC) presentaron un amparo contra la regulación del delito de aborto en el Código Penal para el Estado de Aguascalientes (artículos 101.º, 102.º y 103.º). El asunto fue turnado al Juzgado Sexto de Distrito en el Estado de Aguascalientes, con sede en Aguascalientes, el cual desechó la demanda al considerar que las promoventes carecían de interés jurídico y legítimo para reclamar actos atribuidos a las autoridades legislativas responsables. Es por esto que las interesadas impugnaron la decisión por lo que el Primer Tribunal Colegiado del Trigésimo Circuito solicitó la atracción del recurso por parte de la Suprema Corte de Justicia de la Nación. La discusión fue llevada a la Primera Sala donde se asignó al ministro Juan Luis González Alcántara Carrancá como autor del proyecto, con el expediente AR 79/2023.
| Fecha de discusión:                   | 30 de agosto de 2023                               |
| Promotores/as:                        | Asociaciones, colectivas y organizaciones civiles. |
| Autores/as:                           | Juan Luis González Alcántara Carrancá              |
| Órgano de radicación:                 | Primera Sala                                       |
| Resultado de la votación en el pleno: | Unanimidad. 4 a favor. 1 en contra.                |

El proyecto fue resuelto por unanimidad el 30 de agosto de 2023, cuando 4 de los 5 ministros declararon que la decision del juez de distrito es sobreseída, que los artículos impugnados son inconstitucionales y que el Congreso del Estado de Aguascalientes debe reformar la legislación local de manera adecuada antes de que termine el periodo ordinario de sesiones en que se notifique la sentencia. El caso es similar a lo que sucedió para Coahuila en septiembre de 2021. Como antecedente, en junio de 2023, esa misma sala analizo la contradicción de criterios CC 412/2022 y determinó por unanimidad (5 de los 5 ministros) que únicamente el ser mujer o persona con capacidad de gestar es suficiente para reclamar mediante juicio de amparo la inconstitucionalidad de artículos que penalicen el aborto en las normas que sean aplicables a sus territorios. No es necesario que los y las promoventes se encuentren cursando un embarazo para acreditar que tienen un interés legítimo para acudir a la vía constitucional. Es decir, se simplifica el proceso para despenalizar y legalizar el aborto voluntario por vía judicial.
Posteriormente, bajo un proceso totalmente opaco, entre septiembre y diciembre de 2023, durante la LXV legislatura del congreso local, se integró para consideración el trámite legislativo TL_LXV_14309102023 para despenalizar el aborto electivo hasta el primer trimestre de embarazo a través de una reforma al Código Penal para el Estado de Aguascalientes. Algunas fuentes señalan que se trató de un acumulado de 3 proyectos diferentes. El sufragio fue por cédula y en una sesión privada con apenas 14 diputados presentes (de los 27 totales que cuenta ese congreso local). La votación no solo se hizo de manera anónima sin registrar la identidad de los legisladores, tampoco hubo acta de sesión de ese día, y solo se dieron a conocer los resultados de la votación de manera parcial. Fue aprobado ese mismo día por el Pleno con 8 legisladores. Algunos medios informan que, de acuerdo a fuentes no oficiales, el rechazo pude venir, quizás, del Partido Acción Nacional (PAN, partido mayoritario en el congreso local y que suele clasificarse como derecha conservadora en el espectro político mexicano) y del Partido Revolucionario Institucional (PRI, partido que suele clasificarse como atrapalotodo ya que ha aglutinado facciones socialdemócratas, neoliberales y a veces hasta conservadoras del espectro político mexicano). Los cambios fueron finalmente publicados con el decreto número 573 en el Periódico Oficial, sin ninguna objeción por parte de la gobernadora María Teresa Jiménez Esquivel, el día 27 de diciembre para entrar en vigor un día después.
| Fecha de ingreso:                     | Entre septiembre y diciembre de 2023 |
| Promotores/as:                        | Se desconoce.                        |
| Comisiones revisoras:                 | Se desconoce                         |
| Fecha de votación en el pleno:        | 13 de diciembre de 2023              |
| Resultado de la votación en el pleno: | 8 a favor. 6 en contra.              |

| Partido | A favor | En contra | Abstención |
| --- | ------- | --------- | ---------- |
| Anónimo. Probablemente: Movimiento Ciudadano Movimiento de Regeneración Nacional Partido Acción Nacional Partido de la Revolución Democrática Partido del Trabajo Partido Verde Ecologista de México | 8       | -         | -          |
| Anónimo. Probablemente: Partido Acción Nacional Partido Revolucionario Institucional | -       | 6         | -          |
| Anónimo | -       | -         | -          |
| Anónimo | -       | -         | -          |
| Total | 8       | 6         | 0          |

### Enmienda constitucional
En febrero de 2021, la LXIV legislatura del Congreso del Estado de Aguascalientes aprobó una iniciativa propuesta por el Frente Nacional por la Familia para reformar el párrafo cuarto del artículo 2.º de la Constitución Política del Estado de Aguascalientes, con el objetivo de dotar de personalidad jurídica plena a los productos de la gestación desde el momento de la concepción. Es por lo anterior que tanto la Comisión de Derechos Humanos del Estado de Aguascalientes (CDHEA) y Comisión Nacional de los Derechos Humanos (CNDH) promovieron sendas acciones de inconstitucionalidad ante la SCJN en 2021. La discusión fue llevada al Pleno donde se asignó al ministro Juan Luis González Alcántara Carrancá como autor del proyecto, con los expedientes AI 72/2021 y AI 74/2021.
| Fecha de discusión:                   | 10 de octubre de 2022                                                                                 |
| Promotores/as:                        | Comisión de Derechos Humanos del Estado de Aguascalientes y Comisión Nacional de los Derechos Humanos |
| Autores/as:                           | Juan Luis González Alcántara Carrancá                                                                 |
| Órgano de radicación:                 | Pleno                                                                                                 |
| Resultado de la votación en el pleno: | Unanimidad. 9 a favor. 2 abstenciones.                                                                |

El proyecto fue resuelto por unanimidad el 10 de octubre de 2021, cuando 9 de los 11 ministros declararon la invalidez. Cabe recordar que el 9 de septiembre de 2021, 10 de los 11 ministros del Pleno de la SCJN ya habían declarado inconstitucional ese tipo de blindajes por medio de las acciones de inconstitucionalidad AI 106/2018 y AI 107/2018. De esta manera, aunque se analizó particularmente la Constitución Política del Estado de Sinaloa, se estableció un precedente general que debería cumplirse en todas las entidades federativas que cuenten con ese tipo de disposiciones. 
Hasta la fecha, el Congreso local no ha derogado formalmente dicha disposición. No obstante, para que una nueva reforma al respecto fuera constitucional, se debería quitar el término "desde la fecundación". Aunque los productos de la concepción sí cuentan con ciertas protecciones, estas siempre serán mínimas al inicio del embarazo e irán aumentando conforme al desarrollo de este (razón por la cual es totalmente válido abortar hasta el primer trimestre). Las prerrogativas que pudieran tener cualquier feto o embrión nunca deben impedir que los segundos puedan ejercer las suyas. Las posibles garantías de los primeros no pueden de ninguna manera desconocer o estar por encima de las libertades y derechos sexuales y reproductivos de las personas nacidas (razón por la cual es totalmente válido abortar de manera electiva). De hecho, la vida en gestación se defiende a través del bienestar de las mujeres y las personas gestantes a través de la continuidad en sus embarazos (siempre que estos sean deseados): asegurando atención prenatal, proveyendo partos saludables y abatiendo la mortalidad materna (entre otros). Únicamente la Constitución Política de los Estados Unidos Mexicanos, a través del Congreso de la Unión, está autorizada a definir de manera explícita cuando inicia la vida humana y cuando alguien se considera persona con plena titularidad de los derechos humanos (sin embargo, hasta la fecha, esto no ha sucedido).
Además, si bien en algunos tratados internacionales que México ha firmado y ratificado se habla de un "derecho a la vida" (Convención Americana sobre Derechos Humanos, Pacto Internacional de Derechos Civiles y Políticos), existen diversas acotaciones tanto del Estado mexicano (declaración interpretativa de 1981) como de instituciones internacionales de derechos humanos (Comisión Interamericana de Derechos Humanos con la resolución No. 23/81 al caso 2141-"Baby Boy" y el Comité de Derechos Humanos de Naciones Unidas con la Observación General No. 6) que señalan que estos documentos no deben entenderse de manera coercitiva con prohibiciones al aborto legal y electivo que pongan en riesgo la salud y la vida de las mujeres y personas gestantes. Es más, la protección de este derecho exige que los países adopten medidas positivas sobre la interrupción del embarazo. Cada país puede establecer en su legislación que la vida iniciaría desde el momento de la concepción, pero no es una obligación hacerlo y mucho menos se puede usar esto como pretexto para vulnerar los derechos sexuales y reproductivos de la ciudadanía.

### Retroceso
Una semana después de haber aprobado la despenalización de iure, en diciembre de 2023, debido a la presión de grupos antiderechos y de ultraderecha en el estado (como el Frente Nacional por la Familia), tanto la gobernadora del estado como los legisladores locales del Congreso del Estado de Aguascalientes, de mayoría conservadora, anunciaron que buscarían una contrarreforma para tratar dar marcha atrás a lo que les obligó cumplir la SCJN, pero sin desacatar de manera evidente dicha sentencia. Así, en agosto de 2024, durante la misma LXV legislatura del congreso local, se ingresó para consideración un dictamen con el expediente legislativo IN_LXV_1349_23082024 para volver a modificar el Código Penal. Esta propuesta tuvo inclusive el apoyo de una parte del Movimiento de Regeneración Nacional (principal opositor en el congreso local que suele clasificarse a veces como atrapalotodo y a veces a la izquierda populista en el espectro político mexicano). Esta vez ya no hubo opacidad. El sufragio fue nominal por lo que se hizo registrando la identidad de las y los legisladores en las actas de sesión de ese día. Fue aprobado el 28 de agosto del mismo año por el Pleno con 19 legisladores. Los cambios fueron finalmente publicados con el decreto número 804 en el Periódico Oficial, sin ninguna objeción por parte de la gobernadora María Teresa Jiménez Esquivel, el día 23 de septiembre para entrar en vigor un día después.
| Fecha de ingreso:                     | 23 de agosto de 2024 |
| Promotores/as:                        | Diputadas y diputados del Partido Acción Nacional, Movimiento de Regeneración Nacional, Partido Revolucionario Institucional, Partido del Trabajo y Partido Verde Ecologista de México. |
| Comisiones revisoras:                 | De Justicia |
| Fecha de votación en el pleno:        | 28 de agosto de 2024 |
| Resultado de la votación en el pleno: | 19 a favor. 6 en contra. 1 abstención |

| Partido                              | A favor | En contra | Abstención |
| ------------------------------------ | ------- | --------- | ---------- |
| Movimiento Ciudadano                 | 1       | -         | -          |
| Movimiento de Regeneración Nacional  | 3       | 3         | -          |
| Partido Acción Nacional              | 12      | -         | 1          |
| Partido de la Revolución Democrática | -       | 3         | -          |
| Partido Revolucionario Institucional | 1       | -         | -          |
| Partido del Trabajo                  | 1       | -         | -          |
| Partido Verde Ecologista de México   | 1       | -         | -          |
| Total                                | 19      | 6         | 1          |

La reforma en cuestión limita y transgrede los derechos reproductivos y de acceso a la salud de las mujeres en este estado, derechos que están consagrados en el artículo 4 de la Constitución Política de los Estados Unidos Mexicanos. Por lo tanto, podría contravenir el principio de progresividad establecido en el artículo 1 de la misma Constitución general, el cual obliga a todas las autoridades del Estado mexicano a garantizar y proteger los derechos humanos de la manera más amplia y mediante cualquier medio disponible. Así, la lucha para revertir esta reforma se ha centrado hasta ahora en dos estrategias principales:
- En primer lugar, tanto la Consejería Jurídica del Ejecutivo Federal (CJEF) como la Comisión Nacional de los Derechos Humanos (CNDH) presentaron, el 28 de octubre de 2024, dos acciones de inconstitucionalidad ante la SCJN. Estas acciones fueron asignadas al ministro Alfredo Gutiérrez Ortiz Mena como ponente del proyecto el 11 de noviembre de ese mismo año, con los expedientes AI 172/2024 y AI 173/2024.[30][31][32]

- En segundo lugar, las asociaciones, colectivas y organizaciones civiles a favor del aborto voluntario, tanto al interior como al exterior de la entidad, solicitaron a la Comisión Nacional para Prevenir y Erradicar la Violencia Contra las Mujeres (Conavim) que emitiera la declaratoria de Alerta de Violencia de Género por Agravio Comparado (AVGAC) el 23 de octubre de 2024. Esta solicitud fue admitida un mes después, el 19 de noviembre, por lo que ahora corresponde trabajar en la conformación de un grupo interdisciplinario integrado por instituciones, académicos, víctimas y organizaciones de la sociedad civil y la academia, con el fin de revisar los agravios señalados y emitir observaciones y recomendaciones para revertir la situación.[33][34][35]

## Datos

### Estadísticas
Hasta la fecha y al igual que las otras entidades, a excepción de la CDMX, tanto la secretaría de salud como los servicios de salud del estado (ISSEA) aún no pública, de manera accesible y constante, información sobre el número de procedimientos (totales, por año o por unidad de atención), sobre las usuarias o los usuarios (procedencia, edad, nivel educativo, estado civil, ocupación, número de hijos o semanas de gestación) o sobre el tipo de procedimiento.

### Unidades, procedimientos y requisitos
Hasta la fecha y al igual que las otras entidades, a excepción de la CDMX, tanto la secretaría de salud como los servicios de salud del estado (ISSEA) aún no ha facilitado la información sobre procedimientos, requisitos o unidades de atención.
Según el Directorio de Servicios de Aborto Seguro, programa federal a cargo del Centro Nacional de Equidad de Género y Salud Reproductiva (CNEGSR), existen 2 unidades (hospitales o clínicas) pertenecientes al sistema de salud local para atender los casos, los cuales son:
- Hospital de la Mujer, ubicado en la colonia Ciudad Satélite de la ciudad de Aguascalientes.
- Hospital General Calvillo, ubicado en la colonia José Landeros de la ciudad de Calvillo.

Y 2 unidades (hospitales o clínicas) del ISSSTE, los cuales son:
- Hospital General ISSSTE Aguascalientes, ubicado en la colonia Fraccionamiento San Cayetano de la ciudad de Aguascalientes.
- Clínica Médico Familiar Aguascalientes, ubicado en la colonia Fraccionamiento San Cayetano de la ciudad de Aguascalientes.

También se han instalado otras clínicas privadas en las principales ciudades de la entidad.
Como indica la guía federal del Lineamiento Técnico para la atención del Aborto Seguro en México (siguiendo los estándares de la Organización Mundial de la Salud), en la actualidad, el legrado uterino instrumental se considera obsoleto, nocivo y está totalmente desaconsejado. En su lugar, los protocolos federales sugieren dos abordajes para interrumpir embarazos de manera segura y de calidad, siempre y cuando se realicen bajo las condiciones médicas correctas y en un contexto de legalidad:
- Aborto farmacológico, con el uso de mifepristona y misoprostol por diferentes vías (vestibular, vaginal o sublingual) ya sea combinado (ambas sustancias) o de manera individual (misoprostol únicamente). Ambos medicamentos provocan dilatación del cérvix y contracciones uterinas que contribuyen a la expulsión de su contenido. La dosis y vía de administración del tratamiento depende de las semanas de gestación o del antecedente de cirugías uterinas previas. Se considera no invasivo por lo que no necesita de un antibiótico profiláctico (previo a la intervención). En el régimen combinado (comparado con el individual) el tiempo para la resolución del aborto es menor (en horas o días) y suele haber menos molestias posteriores. Su éxito terapéutico podría disminuir conforme aumenta la edad gestacional. Antes de la semana 10, el procedimiento puede realizarse total o parcialmente autogestionado y con una asesoría o vigilancia mínima (ya sea por prestador/a de servicios de salud o por colectiva de acompañamiento). En cambio, entre la semana 10 y 12 se requiere mayor seguimiento y vigilancia por el personal especializado. Está contraindicado en presencia de inestabilidad hemodinámica y sepsis.
- Aborto quirúrgico, a través de la succión del producto con la ayuda de instrumentación médica de operación manual o eléctrica (como cánulas, tubos o bombas). Sí precisa de antibiótico profiláctico (previo a la intervención), así como de bloqueo paracervical y analgésicos. Las molestias posteriores serían mínimas y la resolución del aborto es inmediata. También es conocido como aspiración endouterina y es la primera elección cuando hay presencia de inestabilidad hemodinámica y sepsis.

Al tratarse de procedimientos médicos, se tiene la posibilidad de presentar pequeñas molestias que pueden controlarse satisfactoriamente si se toman las medidas preventivas y se sigue fielmente las recomendaciones del personal especializado. Estas pueden ser dolor cólico y sangrado transvaginal, ligeramente mayor a lo experimentado en una menstruación. La intensidad de lo anterior disminuirá de manera progresiva, aunque podría continuar en menor cantidad y de manera esporádica durante las primeras 4 a 6 semanas. También se puede experimentar algo de fiebre en las primeras 24 horas, la cual cederá con la ingesta de antipiréticos. Así mismo, para evitar el riesgo de infección, se deberán tomar medidas de higiene vaginal y no se recomienda tener relaciones sexuales en un periodo aproximado de dos semanas.
Igualmente, existe una pequeña posibilidad, y bastante infrecuente, de experimentar algunos riesgos. De esta manera, la o el paciente deberá buscar atención médica inmediata ante los siguientes datos de alarma: ausencia de sangrado o cantidad mínima de este (sobre todo entre las primeras 4 a 6 horas posteriores ya que puede indicar fallo en el procedimiento o un embarazo ectópico), un sangrado persistente y progresivo (que empape más de dos toallas higiénicas por hora durante dos horas consecutivas), secreción fétida, debilidad, mareo, reacciones alérgicas a algún medicamento (como exantemas o edemas faciales o bucales), así como fiebre o malestar general después de las primeras 24 horas.
En el primer trimestre, los procedimientos siempre deberían ser ambulatorios, por lo que pueden realizarse en cualquier unidad de primer nivel (centros de salud o clínicas familiares). En el segundo trimestre se requeriría de atención intrahospitalaria, por lo que pueden realizarse en cualquier unidad de segundo nivel (hospitales generales o regionales).
Así mismo, el Lineamiento Técnico para la atención del Aborto Seguro en México hace hincapié en dos leyes federales fundamentales: la NOM-046-SSA2-2005 y la Ley General de Víctimas (LGV). Estas dos últimas normatividades señalan que para acceder a la Interrupción Voluntaria del Embarazo (en caso de violación) no se necesita presentar denuncia previa ante el Ministerio Público o contar con la autorización de éste. Debido al principio de buena fe, el único requisito es una solicitud por escrito bajo protesta de decir la verdad, en la que se manifiesta que dicho embarazo es producto de una violación. El personal de los servicios de salud no está obligado a verificar el dicho de las y los solicitantes. Las personas menores de 12 años requieren autorización de madre, padre, tutor o representante legal. En cambio, las y los menores de edad, pero mayores de 12 años ya no necesitan de aquel permiso (pueden tomar la decisión de manera autónoma). Finalmente, ni la LGV ni la NOM-046-SSA2-2005 establecen límites gestacionales para hacer valer el derecho al aborto cuando existe una agresión sexual. La misma SCJN ha emitido sentencias que validan todo lo anterior (amparos en revisión AR-601/2017, AR-1170/2017, AR-438/2020 y AR-438/2020; controversias constitucionales CC 53/2016 y CC 45/2016).
Finalmente y posterior a la consejería, las y los pacientes tendrían que llenar y firmar formatos sobre el consentimiento informado pues representa el principal instrumento jurídico y ético para que la persona sea dueña efectiva de sus decisiones, como corresponde a su dignidad y autonomía. A través de este documento, las personas usuarias del servicio otorgarán o no su autorización para cada uno de los procedimientos (como la modalidad de abordaje o el método anticonceptivo posterior), las posibles alternativas o los probables riesgos. Así mismo, las y los pacientes tienen el derecho y facultad de poder revocarlo si así lo quieren. En caso de personas con discapacidad transitoria o permanente, el consentimiento informado debería ser suscrito por el familiar más cercano o el tutor / representante legal. En casos extremos, cuando no exista acompañante y la persona usuaria cuenta con una discapacidad, el personal médico (previa valoración y con el acuerdo de por lo menos dos profesionales) podrían otorgar el consentimiento informado.